# Distretti dello Sri Lanka
I distretti dello Sri Lanka (in singalese දිස්ත්‍රි‌ක්‌ක, in tamil மாவட்ட) sono la suddivisione di secondo livello del paese. Sono 25 suddivisi nelle nove province.

## Distretti
| Mappa | Distretto    | Provincia             | Capoluogo    | Popolazione (2001) | Superficie (km²) | Superficie di terra (km²) | Superficie di acqua (km²) | Densità (su km²) |
| ----- | ------------ | --------------------- | ------------ | ------------------ | ---------------- | ------------------------- | ------------------------- | ---------------- |
|       | Ampara       | Orientale             | Ampara       | 592.997            | 4415             | 4222                      | 193                       | 140              |
|       | Anuradhapura | Centro-Settentrionale | Anurādhapura | 745.693            | 7179             | 6664                      | 515                       | 112              |
|       | Badulla      | Uva                   | Badulla      | 779.983            | 2861             | 2827                      | 34                        | 276              |
|       | Batticaloa   | Orientale             | Batticaloa   | 486.447            | 2854             | 2610                      | 244                       | 186              |
|       | Colombo      | Occidentale           | Colombo      | 2.251.274          | 699              | 676                       | 23                        | 3330             |
|       | Galle        | Meridionale           | Galle        | 990.487            | 1652             | 1617                      | 35                        | 613              |
|       | Gampaha      | Occidentale           | Gampaha      | 2.063.684          | 1387             | 1341                      | 46                        | 1539             |
|       | Hambantota   | Meridionale           | Hambantota   | 526.414            | 2609             | 2496                      | 113                       | 211              |
|       | Jaffna       | Settentrionale        | Jaffna       | 490.621            | 1025             | 929                       | 96                        | 528              |
|       | Kalutara     | Occidentale           | Kalutara     | 1.066.239          | 1598             | 1576                      | 22                        | 677              |
|       | Kandy        | Centrale              | Kandy        | 1.279.028          | 1940             | 1917                      | 23                        | 667              |
|       | Kegalle      | Sabaragamuwa          | Kegalle      | 785.524            | 1693             | 1685                      | 8                         | 466              |
|       | Kilinochchi  | Settentrionale        | Kilinochchi  | 127.263            | 1279             | 1205                      | 74                        | 106              |
|       | Kurunegala   | Nord-Occidentale      | Kurunegala   | 1.460.215          | 4816             | 4624                      | 192                       | 316              |
|       | Mannar       | Settentrionale        | Mannar       | 151.577            | 1996             | 1880                      | 116                       | 81               |
|       | Matale       | Centrale              | Matale       | 441.328            | 1993             | 1952                      | 41                        | 226              |
|       | Matara       | Meridionale           | Matara       | 761.370            | 1283             | 1270                      | 13                        | 600              |
|       | Moneragala   | Uva                   | Moneragala   | 397.375            | 5639             | 5508                      | 131                       | 72               |
|       | Mullaitivu   | Settentrionale        | Mullaitivu   | 121.667            | 2617             | 2415                      | 202                       | 50               |
|       | Nuwara Eliya | Centrale              | Nuwara Eliya | 703.610            | 1741             | 1706                      | 35                        | 412              |
|       | Polonnaruwa  | Centro-Settentrionale | Polonnaruwa  | 358.984            | 3293             | 3077                      | 216                       | 117              |
|       | Puttalam     | Nord-Occidentale      | Puttalam     | 709.677            | 3072             | 2882                      | 190                       | 246              |
|       | Ratnapura    | Sabaragamuwa          | Ratnapura    | 1.015.807          | 3275             | 3236                      | 39                        | 314              |
|       | Trincomalee  | Orientale             | Trincomalee  | 340.158            | 2727             | 2529                      | 198                       | 135              |
|       | Vavuniya     | Settentrionale        | Vavuniya     | 149.835            | 1967             | 1861                      | 106                       | 81               |